# Todd Hollandsworth
Todd Mathew Hollandsworth (né le 20 avril 1973 à Dayton, Ohio, États-Unis) est un joueur de champ extérieur au baseball qui a joué dans les Ligues majeures de 1995 à 2006.
Il a été élu recrue de l'année dans la Ligue nationale à sa première saison complète en 1996 et fut membre de l'équipe des Marlins de la Floride qui remporta la Série mondiale 2003.

## Carrière
Todd Hollandsworth est un choix de troisième ronde des Dodgers de Los Angeles en 1991. Il joue son premier match dans les majeures le 25 avril 1995.
À sa première saison complète en 1996, il maintient une moyenne au bâton de ,291 avec un record en carrière de 139 coups sûrs. Il frappe 26 doubles, 12 coups de circuit et totalise 59 points produits. Il est élu meilleure recrue de la Ligue nationale. Il s'agit de la 5e fois en 5 ans qu'un joueur des Dodgers remporte cet honneur, un record de tous les temps.
Hollandsworth joue pour les Dodgers jusqu'en 2000. Il s'aligne ensuite pour les Rockies du Colorado (2000-2002), les Rangers du Texas (2002), les Marlins de la Floride (2003), les Cubs de Chicago (2004-2005), les Braves d'Atlanta (2005), les Indians de Cleveland (2006) et les Reds de Cincinnati (2006). En 1118 parties jouées dans les majeures, il affiche une moyenne au bâton de ,273 avec 871 coups sûrs, 98 circuits, 451 points marqués et 401 points produits (dont un sommet personnel de 67 lors de la saison 2002).
Il frappe pour ,364 en 14 matchs éliminatoires et est membre des Marlins de la Floride champions de la Série mondiale 2003.

## Vie personnelle
Todd Hollandsworth a épousé la sœur d'un ancien coéquipier des Dodgers, le lanceur Matt Herges.